# National Slate Museum

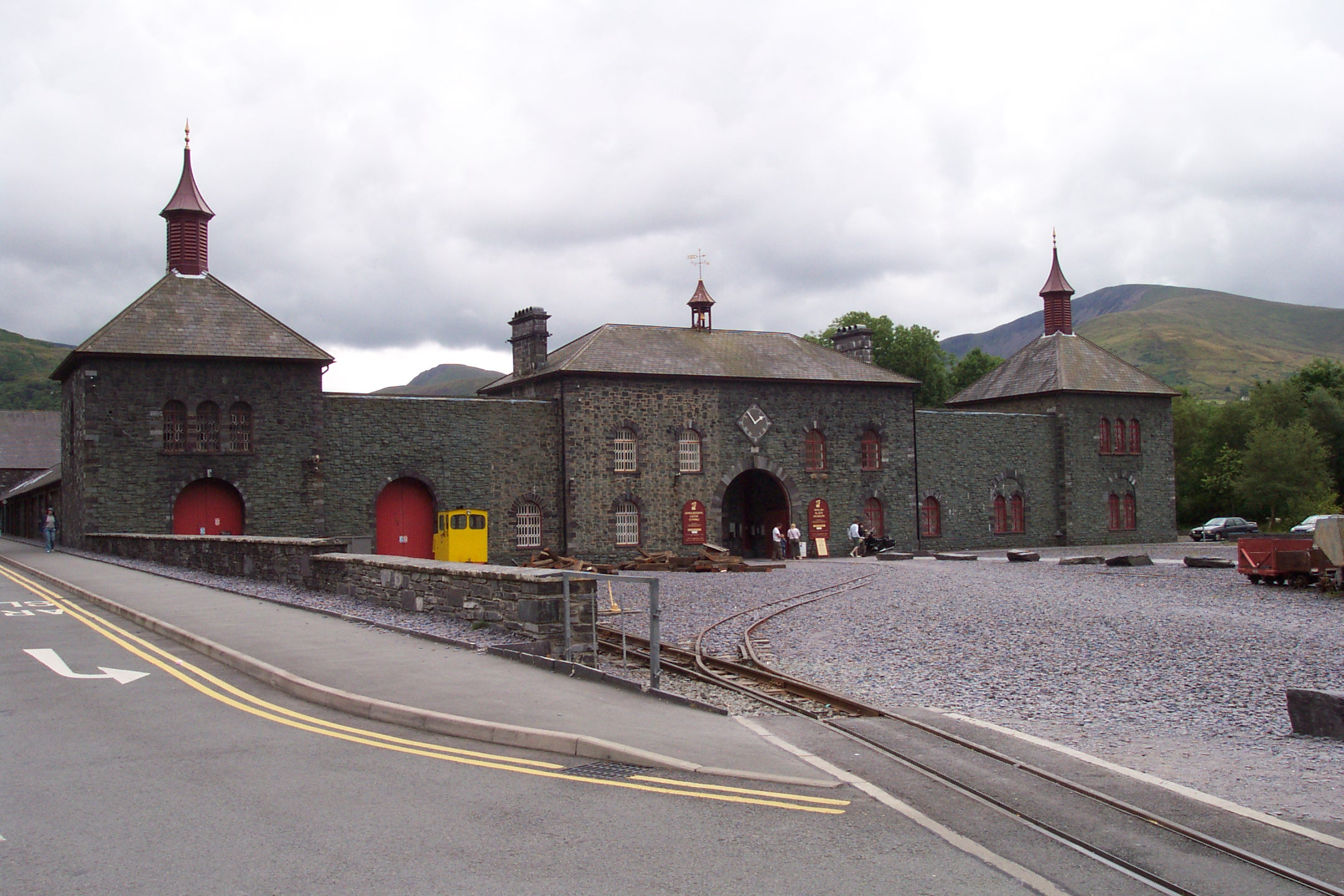
Der Eingang des National Slate Museum in der Nähe von Llanberis

Das National Slate Museum (Nationales Schiefermuseum) befindet sich in Gilfach Ddu (Wales, Großbritannien) und ist Bestandteil des Padarn Country Park von Llanberis. Es ist in den ehemaligen Werkstattgebäuden des aufgegebenen Dinorwic-Steinbruchs untergebracht, wo über lange Zeit Schiefer abgebaut wurde. 2024 betrug die Besucherzahl etwa 129.000 Personen.
Die Schieferindustrie in Wales war über lange Zeit neben der Kohle einer der wichtigsten Wirtschaftszweige dieser Region. Ähnlich wie die Llechwedd Slate Caverns erinnert das Museum daran. Es wurde eröffnet, nachdem es 1,6 Millionen Britische Pfund aus der staatlichen Lotterie erhalten hatte. Es zeigt unter anderem die Häuser viktorianischer Steinbrucharbeiter, die sich einstmals in Blaenau Ffestiniog befanden.